# False (альбом)
False — второй студийный альбом нидерландской дэт-метал группы Gorefest, вышедший в 1992 году.
Данный альбом в отличие от предшественника Mindloss стал гораздо разнообразнее в музыкальном плане. Альбом записывался в обновленном составе, который далее больше не изменялся.

## Запись альбома
После записи дебютного студийного альбома Mindloss группу покинули гитарист Алекс ван Шалк и барабанщик Марк Хогердорн. Вскоре на замену им пришли Будевейн Бонебаккер и Эд Уорби соответственно. Этот состав не изменялся на протяжении всего существования коллектива. Перед записью второго альбома Gorefest перешли из небольшого лейбла Foundation 2000 на Nuclear Blast Records. Группа благодаря этой сделке смогла получить достойную дистрибуцию в Америке и в Европе. Запись альбома началась в конце июля 1992 года на Ron Konings Studio в деревне Врувенполдер в Нидерландах. Продюсером, как и на предыдущем альбоме, был Колин Ричардсон. Альбом вышел 9 ноября 1992 года.
Музыкально альбом куда более разнообразен, чем предшественник: альбом включает более мелодичные блюзовые соло Будевейна Бонебаккера, медленные переходы и вступления, более чистый звук. Тексты, написанные де Куером, отходят от кровавых тем и описывают социальные проблемы: к примеру, национализм («State of Mind»), религия («False»), лицемерие людей («Second Face»). Большая часть музыки была написана Бонебаккером и Хартхорном. Эд Уорби также принимал участие в создании музыки, и Хартхорн особенно отмечал профессионализм Эда, который подстегал группу совершенстововаться.

## Концертные туры
В 1992 году Группа провела концентный тур по Европе совместно с Deicide и Atrocity. Перед одним из концертов Deicide в Стокгольме, во время разогревочного выступления Gorefest, взорвалась бомба, вероятно, предназначавшаяся для открыто антихристианской флоридской группы. Бомба взорвалась вдали от посетителей концерта, никто в итоге не пострадал. В 1993 году группа отправилась на гастроли в Америку, где присоединилась к концертному туру коллектива Death в поддержку их нового альбома Individual Thought Patterns.

## Видеоклипы
На песню «Get-A-Life» был снят видеоклип, получивший ротацию на Headbangers' Ball. Также на телевидении часто появлялась концертная запись исполнения песни «Reality — When You Die», взятая из выступления группы на Dynamo Open Air и также вошедшего в концертник The Eindhoven Insanity.

## Критика
Оценки музыкальных критиков были положительными, порой восторженными. Например, журнал Rock Hard оценил альбом в 9,5 баллов из 10. В рецензии Франк Альбрехт особенно отмечает мелодизм альбома и удачное чередование скоростных и протяжных частей. Также многие критики отмечали мастерство барабанщика Эда Уорби, хотя сам он негативно отзывался о звучании ударных.

## Autobahn
В 1993 году нидерландский телеканал VPRO попросил Gorefest записать «агрессивный» кавер на хит Autobahn немецкой группы электронной музыки Kraftwerk для своей передачи про автомобильные пробки. Кроме самой передачи, трек вошёл в состав сэмплера Nuclear Blast 100. Группа хотела включить трек в состав EP Fear и будущего издания False, но Kraftwerk не дали на это разрешения.

## Список композиций
Вся музыка написана Gorefest, все тексты написаны Яном-Крисом де Куером.
| №  | Название                     | Длительность |
| -- | ---------------------------- | ------------ |
| 1. | «The Glorious Dead»          | 4:36         |
| 2. | «State of Mind»              | 5:37         |
| 3. | «Reality - When You Die»     | 6:33         |
| 4. | «Get-A-Life»                 | 4:27         |
| 5. | «False»                      | 4:37         |
| 6. | «Second Face»                | 5:18         |
| 7. | «Infamous Existence»         | 5:41         |
| 8. | «From Ignorance to Oblivion» | 5:00         |
| 9. | «The Mass Insanity»          | 4:18         |

| №   | Название                                       | Длительность |
| --- | ---------------------------------------------- | ------------ |
| 10. | «Tired Moon»                                   |              |
| 11. | «Reality - When You Die / Forty Shades» (live) |              |
| 12. | «Demon Seed» (live)                            |              |
| 13. | «Erase» (live)                                 |              |
| 14. | «Goddess in Black» (live)                      |              |

## Участники записи
- Ян-Крис де Куер — вокал, бас-гитара
- Франк Хартхорн — гитара
- Будевейн Винсент Бонебаккер — гитара
- Эд Уорби — ударные

### Дополнительный персонал
- Hannah Bear — фотографии
- Mid — обложка
- Repro Desaster — обложка
- Маркус Штайгер — исполнительный продюсер
- Пит Коулмэн — микшинг, инженеринг
- Колин Ричардсон — продюсер, запись
- Тон Хоманс — фотографии